# 藤原功次郎
藤原 功次郎（ふじはら こうじろう、1984年8月1日 - ）は、日本のトロンボーン奏者。
大阪府出身の兵庫県川西市育ち。幼少の頃よりピアノ・作曲を始め、川西市立川西南中学校の中学生時代よりトロンボーンをはじめる。兵庫県立西宮高等学校音楽科を経て、東京芸術大学音楽学部首席卒業。ノートルダム女学院中学校・高等学校常勤教員の後、日本フィルハーモニー交響楽団首席トロンボーン奏者を経て、洗足学園音楽大学・大阪音楽大学などで教鞭をとっている。
これまでに藝大フィルハーモニア、東京フィルハーモニー交響楽団、東京都交響楽団、日本フィルハーモニー交響楽団、INTER MUSICA orchestraとソリストとして共演している。

## 音楽家として
中学一年生の時、父親がトロンボーンを買ってきてピアノ奏者だった功次郎に渡した。クラリネット愛好家だった父親がトロンボーンを渡した理由を聞く事もできず、直後に父親は事故に遭って帰らぬ人となった。
幼少期はピアノ奏者や作曲家を目指して様々な経験をしてきたものの、父親の死後はピアノをうまく弾く事ができず、音楽家としての活動が難しくなっていった。そんな中で中学三年生の頃、担任から形見だったトロンボーンなら吹けるかもしれないと言われ、猛練習を重ねた。

## 成績・賞歴
- 2002年：第7回KOBE国際音楽コンクール最優秀賞及び兵庫県知事賞受賞。第9回日本トロンボーンコンペティション第2位。第12回日本クラシック音楽コンクール第1位。
- 2003年：兵庫県教育委員会教育長より、『ゆずりは賞』受賞。
- 2006年：第10回松方ホール音楽賞大賞受賞。
- 2007年：東京芸術大学音楽学部より、アカンサス音楽賞受賞。
- 2008年：第6回東京音楽コンクール金管部門第1位及び聴衆賞受賞。
- 2012年：ININTERMUSICA INTERNATIONALER SOLISTEN WETTBEWERB 2012（オーストリア）で、アジア人初の国際コンクール優勝。
- 2017年：カーネギーホールでのリサイタルが、カーネギーホールアワードを受賞。

## 師事
- トロンボーン：山下浩生、中川英二郎、伊藤清、古賀慎治に師事。